# Slither.io
Slither.io és un videojoc de navegador massiu en línia publicat per la companyia Lowtech Studios el 27 de març de 2016. És un joc fet per a sistemes operatius iOS i Android i ha esdevingut un dels jocs gratuïts més populars.
Els jugadors controlen una serp (o cuc), inicialment petita, que menja pilotetes multicolors escampades per la pantalla i pilotetes d'altres jugadors que deixen anar quan la seva serp mor i, a mesura que la serp menja, es va fent més llarga i ampla. L'objectiu consisteix en tenir la serp més gran de totes.
Les serps moren quan el seu cap xoca amb el cos d'una altra serp, per això la gràcia del joc està en fer xocar les altres serps contra la serp que es controla, matant-les i menjant-les. Per anar amb més velocitat es clica un cop amb el botó esquerre del ratolí o dos cops a la pantalla si és juga amb un dispositiu mòbil.